# Desde un Principio: From the Beginning
Desde un Principio  : From the Beginning est un album de grands succès de l'artiste américain Marc Anthony. L'album est sorti le 9 novembre 1999 chez RMM Records & Video (en) (RMM). Il est le résultat du départ d'Anthony de RMM Records et de sa signature chez Columbia Records. L'enregistrement contient quatorze titres de ses années chez RMM et No Me Ames de Jennifer Lopez et Anthony.
Jose Promis d'Allmusic a fait l'éloge de l'album, le qualifiant d'« introduction idéale » à l'artiste, bien qu'il se soit plaint que les chansons qui y figurent soient tronquées, en particulier vers la fin. L'album a reçu un prix Billboard de musique latine pour l'album de l'année des plus grands succès latins. Desde un Principio  : From the Beginning a atteint la première place du Billboard Top Latin Albums et du Billboard Tropical Albums (en), et est devenu l'album le plus vendu de l'année 2000 dans les deux palmarès. L'album a été certifié or par la Recording Industry Association of America (RIAA) après que les ventes aient atteint 500 000 exemplaires.

## Contexte
Après la publication de Contra la Corriente (en) en 1997, des litiges concernant certaines pratiques commerciales ont surgi entre Marc Anthony et Ralph Mercado (en), cadre de RMM. Columbia Records avait approché Anthony pour qu'il signe un contrat avec leur maison de disques. Cependant, Mercado n'a pas permis à Anthony de quitter RMM Records en raison d'un contrat antérieur engageant Anthony à enregistrer deux autres albums pour RMM. Anthony a intenté un procès et, avec le soutien de Columbia Records, a racheté le reste du contrat. Dans le cadre de l'accord, Anthony a autorisé RMM Records à sortir une collection de « grands succès » de ses précédents disques.

## Contenu
Desde un Principio  : From the Beginning comprend un total de quinze chansons, dont la plupart proviennent des enregistrements d'Anthony avec RMM. Quatre chansons ont été sélectionnées dans chacun de ses albums précédents (Otra Nota (en), Todo a Su Tiempo (en) et Contra la Corriente). L'ouverture, une version tropicale de No Me Ames, est un duo avec la chanteuse et actrice américaine Jennifer Lopez ; elle a inclus l'enregistrement sur son premier album On the 6 (1999). Vivir lo Nuestro, avec La India, a été enregistré à l'origine sur la compilation Combinación Perfecta de RMM Records,. Preciosa (en) est une reprise de la chanson de Rafael Hernández (en) qu'Anthony avait enregistrée pour un album en hommage à Hernandez, Romance Del Cumbanchero - La Musica del Rafael Hernández.

## Accueil
L'album a débuté à la troisième place du Billboard Top Latin Albums dans la semaine du 27 novembre 1999 et a atteint la première place la semaine suivante,. L'enregistrement a fait ses débuts en tête du palmarès Billboard Tropical Albums dans la semaine du 27 novembre 1999 également et s'est maintenu à la première place pendant cinq mois consécutifs. L'album a atteint la 151e place du Billboard 200 et est devenu l'album le plus vendu de l'année 2000 dans les Top Latin Albums et Tropical Albums,. Il a ensuite été certifié or par la Recording Industry Association of America (RIAA).
Jose Promis d'Allmusic a donné à l'album 4,5 étoiles sur 5. Il l'a qualifié de « superbe collection » et a écrit que Desde un Principio « fournit une merveilleuse introduction à la musique de Marc Anthony, un chanteur qui, sans aucun doute, se classera un jour parmi les meilleurs ». Promis s'est cependant plaint que les chansons étaient « sévèrement tronquées », surtout vers leur fin.
En 2001, Anthony a reçu le prix Billboard de musique latine pour le meilleur album de l'année.

## Liste de titres
Informations adaptées d'Allmusic.
| No  | Titre                                                                        | Durée |
| --- | ---------------------------------------------------------------------------- | ----- |
| 1.  | No Me Ames (Tropical Remix) (avec Jennifer Lopez, d'On the 6, 1999)          | 5:04  |
| 2.  | Si Tú No Te Fueras (d'Otra Nota, 1993)                                       | 4:31  |
| 3.  | Necesito Amarte (d'Otra Nota, 1993)                                          | 4:38  |
| 4.  | Hasta que te conocí (d'Otra Nota, 1993)                                      | 4:52  |
| 5.  | El Último Beso (d'Otra Nota, 1993)                                           | 4:23  |
| 6.  | Te Conozco Bien (de Todo a Su Tiempo, 1995)                                  | 5:01  |
| 7.  | Nadie Como Ella (de Todo a Su Tiempo, 1995)                                  | 4:44  |
| 8.  | Te Amaré (de Todo a Su Tiempo, 1995)                                         | 4:35  |
| 9.  | Hasta Ayer (de Todo a Su Tiempo, 1995)                                       | 3:57  |
| 10. | Y Hubo Alguien (de Contra la Corriente, 1997)                                | 6:10  |
| 11. | Contra la Corriente (de Contra la Corriente, 1997)                           | 4:56  |
| 12. | No Me Conoces (de Contra la Corriente, 1997)                                 | 4:52  |
| 13. | No Sabes Cómo Duele (de Contra la Corriente, 1997)                           | 4:51  |
| 14. | Preciosa (de Romance Del Cumbanchero – La Musica del Rafael Hernández, 1998) | 5:12  |
| 15. | Vivir lo Nuestro (avec La India, de Combinación Perfecta, 1993)              | 6:06  |

## Classements

### Hebdomadaires
| Hitparade (1999)                      | Meilleur classement | Réf.   |
| ------------------------------------- | ------------------- | ------ |
| États-Unis Billboard Top Latin Albums | 1                   | [ 14 ] |
| États-Unis Billboard Tropical Albums  | 1                   | [ 14 ] |
| États-Unis Billboard 200              | 151                 | [ 14 ] |

### Annuels
| Hitparade (1999)                        | Classement | Réf.   |
| --------------------------------------- | ---------- | ------ |
| États-Unis Top Latin Albums (Billboard) | 1          | [ 19 ] |
| États-Unis Tropical Albums (Billboard   | 1          | [ 20 ] |

## Certifications
| Pays                 | Certification | Ventes  | Réf.   |
| -------------------- | ------------- | ------- | ------ |
| Espagne (PROMUSICAE) | or            | 50 000  | [ 21 ] |
| États-Unis (RIAA)    | or            | 500 000 | [ 16 ] |